# 11式装軌車回収車
11式装軌車回収車（ひとひとしきそうきしゃかいしゅうしゃ）は、陸上自衛隊の装備の一つで、10式戦車の車体を流用した戦車回収車である。

## 概要
戦車等の装軌車輛が故障・損傷した際に回収にあたる他、整備作業を支援するための車両で、10式戦車の導入に伴い、同車を装備する部隊を支援するために開発された。第二次世界大戦後の国産戦車回収車としては90式戦車回収車に次いで4車種目にあたる。
90式同様、10式の車体を流用してブームクレーンや各種の回収/整備機材を搭載したもので、試作1号車は2013年（平成25年）3月に完成。平成25年4月7日の駒門駐屯地で初公開された。
基本的な車体デザインは、90式戦車回収車と同様であり、車体右前部にブームクレーンを装備し、車体後部には安定用のアウトリガーが設けられている。左前部には、レーザー検知器及び8連装の発煙弾発射装置がある。このほか、車体上部に、自衛用の12.7mm重機関銃M2 1丁を装備する。

### 配備部隊・機関
10式戦車を装備する戦車部隊を支援する後方支援部隊整備隊の戦車直接支援隊等に配備されている。例外として、即応機動連隊を支援する後方支援部隊では、16式機動戦闘車を支援するために、78式戦車回収車、90式戦車回収車および重装輪回収車が使用されるが、第8後方支援連隊においては10式戦車が配備されていたこともあり、当装備が引き続き使用される。

陸上自衛隊武器学校 - 整備教育用
北部方面隊
西部方面隊
- 西部方面後方支援隊第301戦車直接支援中隊（玖珠駐屯地）
- 第8師団
  - 第8後方支援連隊第2整備大隊即応機動直接支援中隊（北熊本駐屯地）